# Ludwig I của Bayern

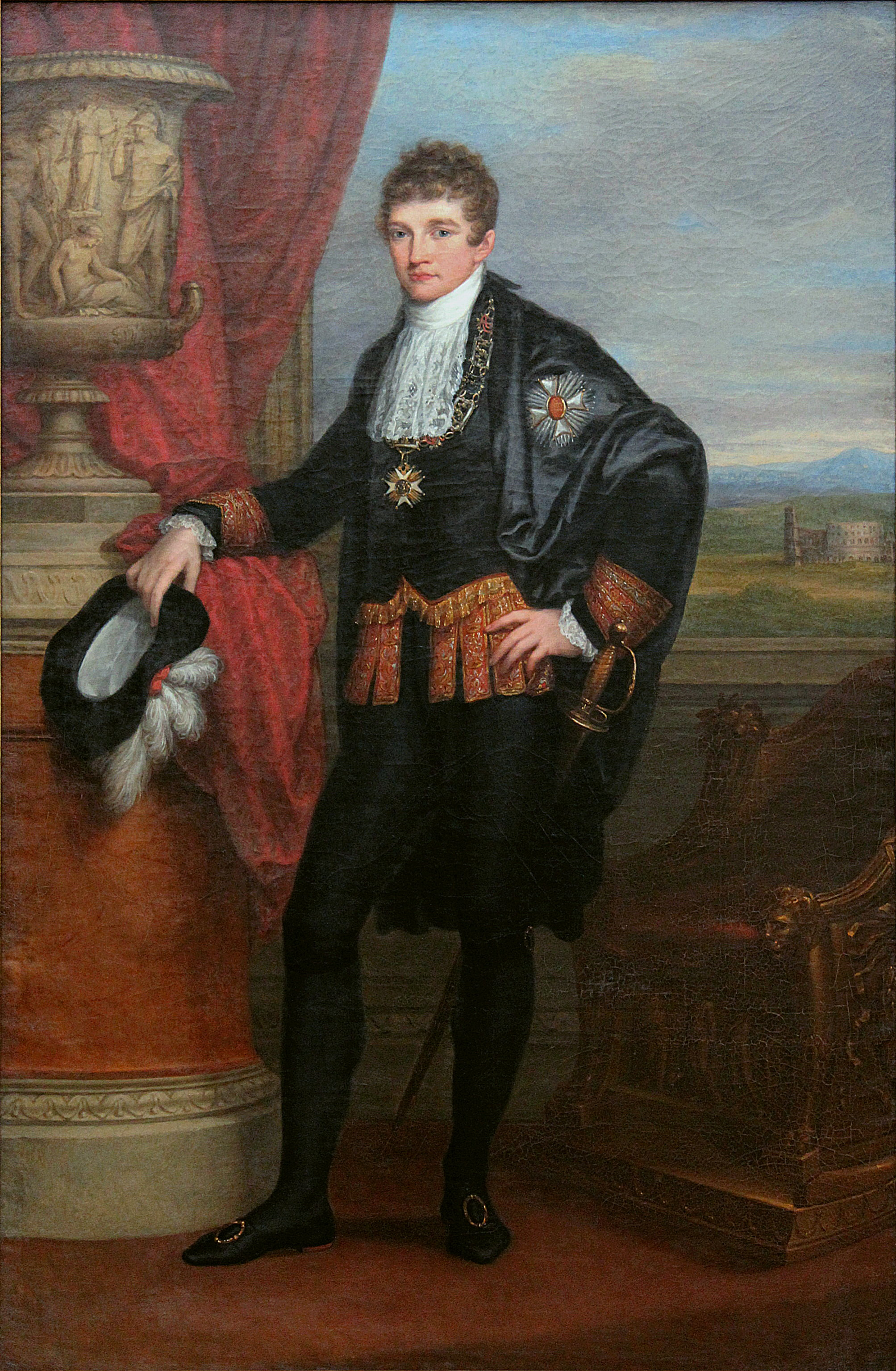
Ludwig I của Bayern khi còn là thái tử, được vẽ năm 1807 bởi Angelika Kauffmann

Ludwig I của Bayern, (tiếng Đức: Ludwig I. von Bayern; 25 tháng 8 năm 1786 tại Straßburg; 29 tháng 2 năm 1868 tại Nice) là công tước Đức từ dòng họ nhà Wittelsbach. Ông nối ngôi cha, Maximilian I, khi ông này băng hà vào năm 1825 và từ bỏ ngai vàng vào năm Cách mạng 1848 nhường quyền cho con ông Maximilian II.

## Thái tử
Ludwig I, được rửa tội với cái tên là Ludwig Karl August, là con của vua Maximilian I và công chúa Auguste Wilhelmine Marie xứ Hessen-Darmstadt. Cha đỡ đầu ông là vua Louis XVI của Pháp. Ông là chú của công chúa Elisabeth của Bayern và sau này là Hoàng hậu của Áo cũng như là của Hungary. Ludwig I, từ lúc mới sanh ra đã bị khiếm thính, được giáo dục kể từ 1797 theo lối tôn giáo bởi linh mục Joseph Anton Sambuga.

Ông đã học với giáo sư Johann Michael Sailer tại đại học Landshut và kế tiếp là đại học Göttingen. Ngoài lịch sử Cổ điển ông còn học chủ yếu là văn chương Pháp, Ý, và Tây Ban Nha, sau này ông còn học thêm cả tiếng Nga.

Vào ngày 12 tháng 10 năm 1810 ông lúc đó còn là thái tử của Bayern làm lễ thành hôn với công chúa Therese von Sachsen-Hildburghausen (Prinzenhochzeit). Từ đó cũng bắt đầu truyền thống Oktoberfest tại München. Nơi tổ chức được đặt tên theo bà công chúa là Theresienwiese. Hai người có chín người con Maximilian (* 1811, sau này là vua của Bayern), Mathilde (* 1813), Otto (* 1815, sau này là vua của Hy Lạp), Theodolinde (* 1816), Luitpold (*1821, sau này là nhiếp chính vương của Bayern), Adelgunde (* 1823), Hildegard (* 1825), Alexandra (* 1826, sau này đứng đầu nữ tu viện München St. Anna) và Adalbert (* 1828).

Cuộc hôn nhân với bà Therese không làm cho Ludwig thôi không ngắm nghía tới các người phụ nữ khác. Ông làm quen với bà Marianna Marquesa Florenzi (1802-1870) vào năm 1821 ở Rom. Có thể là người con trai của bà, Ludovico († 1896), mà chồng bà Marianna, Ettore Marquese Florenzi, đứng tên là cha, là một người con không chính thức của dòng họ Wittelbach. Marianna và Ludwig gặp mặt nhau ít nhất là 30 lần, bà đã viết cho ông khoảng 3000 lá thư, và nhận được lại khoảng 1500 lá của ông.
Ngay từ Đại hội Viên vào năm 1815 ông đã theo đuổi hướng chính trị quốc gia Đức. Từ năm 1816 cho tới 1825 lúc còn là thái tử ông cư ngụ tại Würzburg. Ngoài ra ông đã đi sang Ý nhiều lần và đã mua tại Rom cái villa Malta. Năm 1817 Ludwig đóng phần quan trọng trong việc hạ bệ bộ trưởng Montgelas. Khi cha ông trở về từ Viên, ông đã đưa cho ngài một lá thư, trong đó ông ta đòi phải sa thải ông bộ trưởng. Ý muốn của thái tử đã được chấp nhận vào ngày 2 tháng 2 năm 1817. Ludwig cũng ủng hộ thật rộng rãi cuộc chiến đấu đòi tự do của Hy Lạp, bằng cách cho mượn trong cuộc chiến đấu giải phóng một số tiền là 1,5 triệu Gulden từ tiền túi riêng của mình. Cũng chính vì vậy mà người con còn trẻ của ông, Otto, sau này được bầu làm vua của Hy Lạp.

## Lên ngôi
Sau khi vua cha, Maximilian I của Bayern, băng hà vào ngày 13 tháng 10 năm 1825, Ludwig được phong làm vua của Bayern. Để cho những phần lãnh thổ mới của Bayern dễ hội nhập, vào năm 1837 ông đổi danh vị của mình, và tự gọi mình Vua của Bayern, Công tước của Franken, công tước của Schwaben, hầu tước vùng sông Rhein. Với những chức tước như công tước, hầu tước chỉ là những tước vị đặt thêm ra, bởi vì theo luật quốc gia mới của Bayern, cũng như luật của liên bang Đức người ta chỉ biết tới vua của Bayern.
Tuy nhiên với những chức hiệu này vua Ludwig I muốn cho thấy tính chính danh quyền hạn của ông đối với tất cả mọi phần đất trong nước.

### Cầm quyền

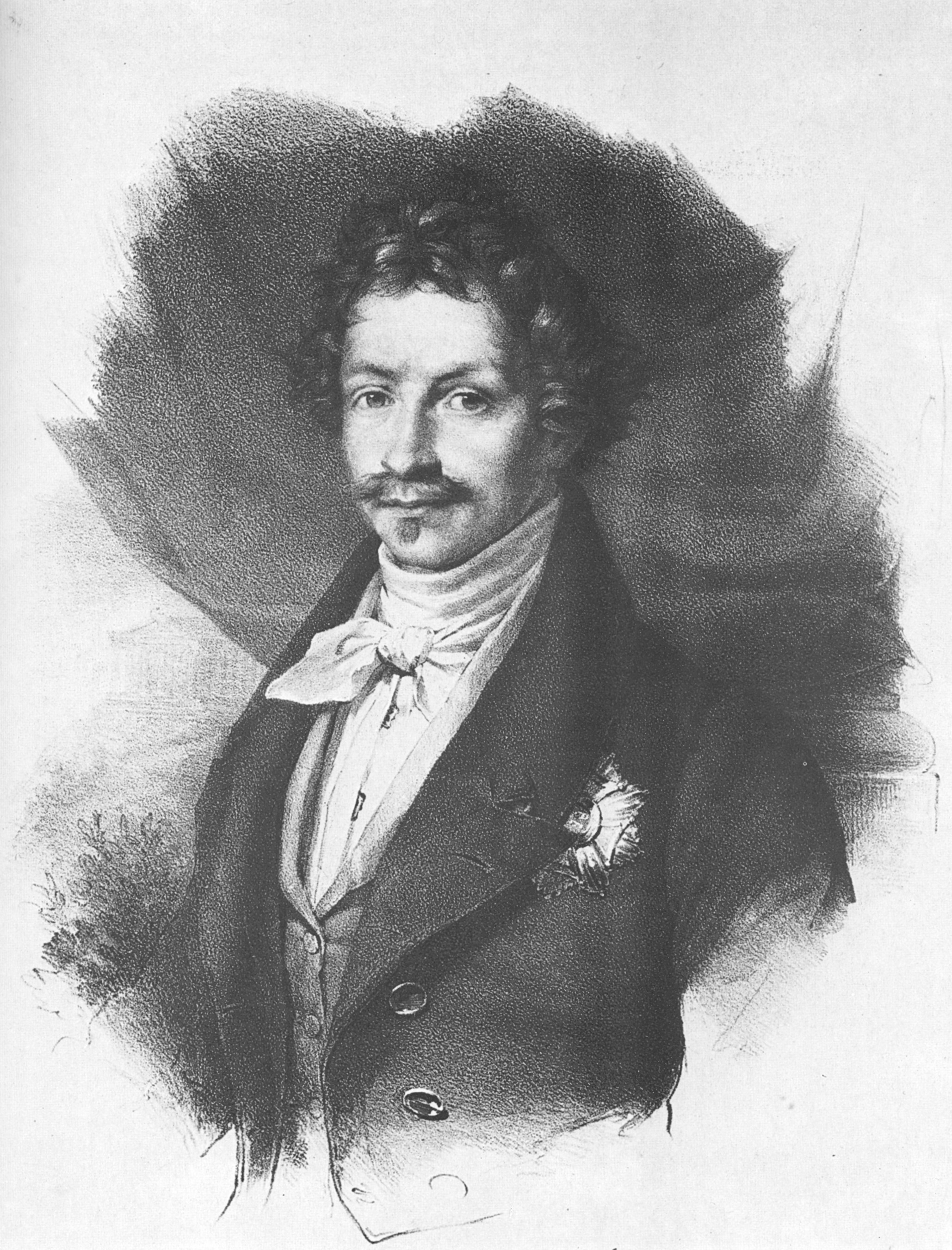
König Ludwig I. um 1830

Vào thời đầu của chính sách đổi mới Ludwig điều hành với nền chính trị cấp tiến ôn hòa, đặt căn bản trên nền hiến pháp 1828. Một tháng rưỡi sau khi lên ngôi ông hủy bỏ kiểm duyệt báo chí. Năm 1826 ông chuyển đại học LMU (Ludwig-Maximilians-Universität) từ Landshut về München. Theo sáng kiến của ông vào năm 1829 Liên minh quan thuế Nam Đức (Süddeutsche Zollverein) được hình thành sau nhiều năm điều đình. Tuy nhiên nhiều dự luật của ông không qua được khỏi quốc hội, thí dụ như dự định, tước hiệu quý tộc chỉ người con trai đầu mới được thừa hưởng.

Năm 1830 tu viện Metten được cư ngụ trở lại, từ đó 75 tu viện mới được thành lập, Ludwig bắt đầu chính sách tôn giáo đổi mới. Sau cuộc cách mạng tháng 7 năm 1830 tại Paris và phong trào cách mạng lan rộng ra những nước Âu châu khác, đường lối chính trị của Ludwig càng ngày càng có khuynh hướng phản động. Ông cho bắt đầu lại quy chế kiểm diệt và như vậy hủy bỏ tự do báo chí. Lễ hội Hambach vào năm 1832 ở vùng Pfalz tại lâu đài Hambach gần Neustadt an der Weinstraße có nguồn gốc từ sự không hài lòng của người dân tại vùng Pfalz đối với chính quyền Bayern. Vào ngày 27 tháng 5 năm 1832 tại Gaibach nhân ngày hiến pháp cũng có những lời chỉ trích chính quyền của vua Ludwig.

Liên quan đến những bất mãn vào tháng 5 năm 1832 142 vụ án chính trị được thi hành. 7 người bị kết tội xử tử được Ludwig giảm án xuống tù chung thân. Trong thời gian ông cầm quyền có đến cả ngàn vụ án chính trị. Ludwig kiểm duyệt báo chí chặt chẽ và như vậy đã khiêu khích các phần tử đối lập trong quần chúng.

Năm 1832 người con trai thứ hai của ông Otto trở thành vua Hy Lạp Othon I của Hy Lạp. Năm 1834 Ludwig gia nhập Liên minh quan thuế Đức (Deutscher Zollverein).

Dưới thời Ludwig, Bayern bắt đầu xây hệ thống xe lửa. Năm 1843 khoảng đường xe lửa đầu tiên đường xe lửa Ludwig Nam-Bắc (Ludwig-Süd-Nord-Bahn) được đặt theo tên ông. Ở Rheinpfalz cùng năm đó ông cho lập thành phố Ludwigshafen am Rhein (cũng được đặt theo tên ông).

Tháng 3 năm 1844 giá bánh mì đã tăng và do đó bia cũng tăng theo gây khích động quần chúng (được gọi là cách mạng bia München (Münchner Bierrevolution)).

### Từ ngôi vua và băng hà
1846, vũ nữ người Ireland Lola Montez tới München và trở thành người tình của vua. Bà được một ngôi biệt thự lộng lẫy tại Barer Straße ở München, một chức tước quý tộc (Gräfin von Landsfeld) và được Ludwig trợ giúp về tiền bạc. Tuy nhiên ông chỉ có thể cho bà vào quốc tịch sau khi bộ trưởng Karl von Abel từ chức.
Montez, được nhà vua tới thăm hàng ngày, gia nhập một hội sinh viên. Khi vì cô ta mà xảy ra xáo động trong đại học, nhà vua vào ngày 9. tháng 2 năm 1848 ra lệnh đóng cửa đại học lập tức. Việc này gây ra những cuộc phản đối, buộc Ludwig phải cho mở cửa đại học và cho đuổi Montez ra khỏi thành phố.
Mặc dù vậy, người dân vào ngày 4 tháng 3 năm 1848 tràn vào Zeughaus. Với vũ khí được cất ở đó, họ tiến tới cung điện, nhưng đã được em Ludwig Karl khuyên nhủ giải tán một cách yên bình.
Ngày 16 tháng 3 năm 1848 lại có nhiều xáo động, vì Montez trở lại München mặc dù bị cấm. Ludwig phải cho cảnh sát lùng kiếm cô, làm cho ông mất đi nhiều thể diện.
Ngày 20 tháng 3 năm 1848, Ludwig I tình nguyện từ bỏ ngôi vua, giao quyền lại cho con trai cả Maximilian II.
Ông vẫn còn sống tiếp 20 năm và chết vào ngày 29 tháng 2 năm 1868 lúc 81 tuổi ở Nizza trong một biệt thự, ông mướn ở tránh mùa đông. Ông được chôn ở nhà thờ St. Bonifaz ở München. Trái tim của ông được chôn riêng ở Gnadenkapelle von Altötting.

## Sách báo
- Heinz Gollwitzer: Ludwig I. von Bayern. Königtum im Vormärz. Eine politische Biographie. ISBN 3-7991-6287-9.
- Hubert Glaser: Ludwig I. von Bayern: Lebensgang und Leitbilder. In: Die Sehnsucht eines Königs. Ludwig I. von Bayern (1786–1868), die Romantik und Schloß Runkelstein. Hg. v. der Stadt Bozen, Bozen 2003, S. 119–140.
- Rudolf Reiser: König und Dame. Ludwig I. und seine 30 Mätressen. Buchendorfer Verlag, München 1999, ISBN 3-9340-3605-8.
- Rudolf Reiser: Ohne Bacchus friert Venus. König Ludwig I. in Anekdoten. München: Buchendorfer Verlag, 2001. ISBN 3-934036-48-1
- Golo Mann: Ludwig I. König von Bayern. ISBN 3-923657-27-7.
- Winfried Nerdinger (Hrsg): Romantik und Restauration, Architektur in Bayern zur Zeit Ludwigs I. 1825–1848, Hugendubel, München 1987, ISBN 3-88034-309-8
- Hermann Thiersch: Ludwig I. von Bayern und die Georgia Augusta. Berlin 1927 (Abhandlungen der Gesellschaft der Wissenschaften N.F. 21,1), online beim Göttinger Digitalisierungszentrum
- Herbert Eulenberg:Die letzten Wittelsbacher. Phaidon, Wien 1929. S. 56-102